# Depresiunea Bozovici (sit SPA)
Depresiunea Bozovici este o zonă protejată (arie de protecție specială avifaunistică - sit SPA) situată în partea centrală sud-vestică a României, pe teritoriul județului Caraș-Severin.

## Localizare
Aria naturală se întinde în extremitatea sud-vestică a județului Caraș-Severin, pe teritoriile administrative ale comunelor: Bănia, Bozovici, Dalboșeț, Eftimie Murgu și Lăpușnicu Mare. Situl este străbătut de drumurile județene DJ571B și DJ571G.

## Înființare
Situl Depresiunea Bozovici (cu o suprafață de 9.670,3 ha.) a fost declarat arie de protecție specială avifaunistică prin Hotărârea  de Guvern nr. 971 din 5 octombrie 2011 (pentru modificarea și completarea Hotărârii Guvernului nr. 1.284/2007 privind declararea ariilor de protecție specială avifaunistică ca parte integrantă a rețelei ecologice europene Natura 2000 în România).

## Biodiversitate
Încadrat în bioregiunea geografică continentală a Țării Almăjului (dealurile și depresiunea Bozoviciului), la confluența râului Nera cu apele pâraielor Rudăria și Agriș), situl dispune de șase tipuri de habitate naturale: Culturi cerealiere extensive (inclusiv culturile de rotație cu dezmiriștire), Pajiști ameliorate, Păduri in tranziție, Păduri caducifoliate, Plantații de arbori sau arbusti (inclusiv livezi, crânguri, vii) și Alte terenuri arabile; ce asigură condiții prielnice de odihnă, hrănire, cuibărire și reproducere pentru diferite păsări migratoare, de pasaj sau sedentare.
La baza desemnării sitului se află mai multe specii avifaunistice protejate la nivel european prin Directiva 79/409/CEE din 2 aprilie 1979 (privind conservarea păsărilor sălbatice) sau aflate pe lista roșie a IUCN; printr care: acvilă-țipătoare-mică (Aquila pomarina), șerpar (Circaetus gallicus), erete de stuf (Circus aeruginosus), erete vânăt (Circus cyaneus), erete cenușiu (Circus pygargus), cristel de câmp (Crex crex), caprimulg (Caprimulgus europaeus), dumbrăveancă (Coracias garrulus), ciocănitoare de stejar (Dendrocopos medius), ciocănitoare de grădină (Dendrocopos syriacus), presură de grădină (Emberiza hortulana), muscar-gulerat (Ficedula albicollis), sfrâncioc roșiatic (Lanius collurio), ciocârlie de pădure (Lullula arborea), sfrânciocul cu frunte neagră (Lanius minor), viespar (Pernis apivorus), ciocănitoare verzuie (Picus canus) și silvie porumbacă (Sylvia nisoria).